# علامة نيكولادوني
علامة نيكولادوني أو علامة برنهام هي علامةٌ طبية حيثُ إذا ضُغطَ على شريانٍ قريبٍ من ناسور شرياني وريدي، فإنه سوف يقلُ حجم التورم، ويختفي صوت اللغط والهرير، ويُصبح معدل النبض ومعدل ضربات القلب طبيعيًا.
سُميت نسبةً إلى كارل نيكولادوني.